# Touching the Void (boek)
Over de rand (en: Touching the Void) is een boek van de Britse alpinist Joe Simpson waarin hij beschrijft hoe hij overleefde na een klimongeval op de flanken van de Siula Grande in de Cordillera Huayhuash in de Andes van Peru in 1985. Bij de afdaling na het ongeval raakte hij weer in moeilijkheden en werd voor dood achtergelaten door zijn klimpartner Simon Yates.
Het boek is onder klimmers een ware klassieker geworden.
Het boek won de Boardman Tasker Prize for Mountain Literature in 1988.
In 2003 werd het boek verfilmd als documentaire onder dezelfde titel: Touching the Void.

## Het verhaal
Hoewel de top van de Siula Grande al eerder was beklommen, waren Simpson en Yates de eersten die de top bereikten via de bijna verticale westelijke wand. Na de top te hebben bereikt, ging het mis tijdens de afdaling. Simpson gleed uit en kwam zo ongelukkig terecht dat zijn scheenbeen naar boven schoof en zijn knieschijf brak. De tocht had al langer geduurd dan gepland als gevolg van slecht weer en het duo had geen brandstof meer om sneeuw en ijs te smelten voor drinkwater.
Om de terugtocht te versnellen, besloten ze twee touwen aan elkaar te knopen om zo een steilere afdaling te kunnen volgen. De knoop bleef echter steken achter de safebiner. Simpson moest leunen op zijn goede been om Yates de gelegenheid te geven het touw los te maken en de knoop aan de andere kant van de safebiner te bevestigen. De toch al moeilijke afdaling mondde uit in een drama toen Simpson over een overhang gleed, waardoor hij los kwam te hangen. Ze konden elkaar niet zien en Yates werd langzaam naar beneden getrokken door Simpsons gewicht. Na ongeveer een uur was Yates ervan overtuigd dat Simpson niet op eigen kracht boven kon komen. Zelf hield hij het niet vol en nam hij het besluit het touw door te snijden waardoor Simpson in een gletsjerspleet viel.
De volgende ochtend daalde Yates in zijn eentje de berg af. Toen hij bij de gletsjerspleet was, was hij ervan overtuigd dat Simpson bij de val was overleden en daalde hij verder af tot het basiskamp.
Simpson had de val van 30 meter echter overleefd, ondanks zijn gebroken knie. Nadat hij was bijgekomen uit zijn bewusteloosheid, ontdekte hij dat het touw was doorgesneden en gebruikte het om af te dalen van de ijsklif (die zijn val had gebroken en daarmee zijn leven gered) tot de bodem van de gletsjerspleet. Via een opening kwam hij op de gletsjer terecht.
Na een tocht van nog eens drie dagen, zonder voedsel en alleen smeltwater om te drinken, kroop en gleed hij 5 mijl terug naar het basiskamp. Dit bereikte hij in de nacht, slechts uren voor het moment dat Yates al had besloten het kamp te verlaten en terug naar de bewoonde wereld te gaan.